# Христианский панк-рок
Христианский панк-рок — один из жанров христианской музыки и поджанр панк-рока с некоторой долей христианского содержания в текстах. Существует множество разногласий относительно границ жанра и степени оценки того, насколько композиции в данном жанре является христианскими.
С учётом характера панка и некоторых из его поджанров, таких, как хардкор-панк, многие группы были отвергнуты христианской общественностью и индустрией современной христианской музыки (ССМ). Некоторые группы, как правило, избегают конкретных упоминаний Бога или Иисуса; также некоторые группы могут конкретно отвергать ССМ и выражают презрение к той нише в музыкальной индустрии. Например, вокалист группы Ninety Pound WUSS Jeff Suffering говорит о распаде группы в 2000 году: «Никогда не хотел продолжать игру в жанре „христианской“ отрасли».
В России к «христианскому панк-року» можно отнести группу «Тёплая трасса», выступающую с 1991 года. В текстах группы часто упоминается тема Бога, Христа и др. В интервью музыканты группы открыто высказывали христианские взгляды и убеждения.

## Описание

### 1980-е
Происхождение христианского панка в 1980-е несколько неясно. Поскольку движение Иисуса породило культурные учреждения, такие как Jesus People USA (JPUSA), они служили инкубатором для различных христианских субкультур, включая панк, отчасти через лейбл JPUSA Grrr Records. Crashdog — характерная панк-группа, которая берет свое начало в JPUSA.1 В 1980-х годах многие группы выступали в часовне пастора Чака Смита в округе Ориндж в Калифорнии. Одной из групп, особенно популярных среди культовых фанатов, была Undercover (группа), провозгласившая «Божьи правила», сочетая рокабилли и элементы хардкора. Другой влиятельной ранней группой были Altar Boys. Распятый и (в меньшей степени) Круг Пыли и Полночь были главными действующими лицами христианского прото-панка. Scaterd Fews также приобрел популярность в 1980-х и считается первой христианской панк-группой Америки.

### 1990-е
В течение 1990-х андерграундная сцена выросла за счет таких групп, как MxPx, Ghoti Hook, Squad Five-O, Valuee Pack, The Huntingtons, Slick Shoes, Dogwood, Pocket Change, Officer Negative и Headnoise, на которые сильно повлияли многие из его коллег и проложили путь для многих групп.

### 2000-е
В 21 веке развитие христианского панка расширилось, и среди основной аудитории стали популярны такие группы, как Rufio, Relient K, Hawk Nelson, FM Static, Flatfoot 56, Stellar Kart и This Providence.

### Христианский панк в Латинской Америке
Когда мы говорим о христианском панке, это движение существует не только в США, но оно также зародилось в Латинской Америке в 90-х и 00-х годах. Так родилось несколько представительных групп этого жанра. В которых проявляются анархические идеологии или социалисты, смешанные с христианством. Есть несколько антирелигиозных и антиправительственных христианских панк-групп с песнями, ориентированными на социальную тематику, такие как: Siervos inútiles, Kontrakorriente, Chapulines.

## Мода и внешний стиль
Мода похожа на обычную моду панка, но для неё характерно использование христианских символов, таких как Ихтис, крест, терновый венец, символ JCHC и подобные символы, такие как Лабарум. Этот символ также используется христианскими панками. Группа Dios Kon Noxotrox в Латинской Америке использует его в качестве основного логотипа символическим образом в память обо всех христианах, убитых и преследуемых Римом.
В Европе наиболее широко используемый символ — это модифицированная версия символа анархии. Это популярный символ среди анархо-христиан. Такие группы, как The PsalteRs, используют его. образован греческими буквами «A» и «Ω». Эти две греческие буквы, «Альфа» и «Омега» (начало и конец греческого алфавита), взяты из Библии и, когда используются так же, как и в христианском искусстве, символизируют, что Бог вечен, вездесущ, и дает и берущий жизнь. Символ — это визуальная игра об анархии символа, но с другим смыслом с точки зрения намерения.